# После смерти (фильм, 1998)
«После смерти» — фильм режиссёра Альберта Пьюна, снятый в 1998 году.

## Сюжет
Бывший американский полицейский Джеймс МакГрегор после написания скандальной книги о серийном убийце переезжает на родину предков в Глазго. Здесь он проводит время, пытаясь утопить своё прошлое в стакане, как вдруг на его факс начинают приходить странные некрологи. А вслед за этим в саду МакГрегора находят тело девушки. При расследовании выясняется, что из девушки аккуратно выкачана вся кровь, а свидетели подтверждают, что писатель был сильно пьян, что создаёт ему алиби. Затем происходит следующее схожее убийство, тогда английские полицейские решаются привлечь МакГрегора к расследованию. Вдобавок к бывшему детективу обращается отец первой жертвы, местные жители. Тогда Джеймс соглашается взяться за это дело.
Писатель выясняет, что убийства совершает работник некоей погребальной фирмы, страдающий особой формой некрофилии. Однако это мало помогает следствию. При попытке предотвращения очередного убийства маньяк убивает ведущего дело инспектора Бэлантайна и скрывается. Теперь Джеймс продолжает поиски убийцы на собственный страх и риск. Так он выходит на след Джорджа Статлера младшего, сына отошедшего от дел владельца похоронного бюро. МакГрегор находит логово маньяка на старом кладбище, в результате чего удаётся предотвратить очередное убийство. Но задержать убийцу не удаётся — тот успевает ввести себе яд.

## Актёры
1. Чарли Шин — Джеймс МакГрегор
2. Майкл Халсли — инспектор Бэлантайн
3. Ивана Милишевич — детектив Гвин Тёрнер
4. Стивен Маккоул — Джордж Стетлер младший
5. Гэри Льюис — Уоллес
6. Дейв Андерсон — капитан Мур
7. Стивен Дочерти — Лео
8. Ли Байеджи — телеведущая Джейн Сент-Джон
9. Фил МакКолл — Джордж Стетлер старший
10. Джон Юли — Мэдди